# Wahkiakum
Wahkiakum (Wahkiacum; "tall timber" u jeziku Chinook), pleme američkih Indijanaca porodice Chinookan naseljeno u ranom 19. stoljeću blizu ušća rijeke Columbia u Washingtonu. Izvorno Wahkiakumi su bili dio Chinooka, od kojih su se odcijepili u kasnom 18. stoljeću pod vodstvom poglavice Wahkiakuma. Prvi ih spominju Lewis i Clark pod imenom Wahkiacum. 
Kultura Wahkiakuma bila je slična onoj kod Činuka, uključujući gradnju kuća, ribolov i deformaciju lubanje. 
Glavno selo nalaziolo se kod Pillar rocka, nedaleko Grays baya (Hodge). prema Boasu, bila su dva, jedno kod Pillar rocka (slika  Arhivirana inačica izvorne stranice od 28. prosinca 2014. (Wayback Machine)), Tlalegak, i drugo dalje na Columbiji koje se zvalo Chakwayalham.
Ostali nazivi za njih bili su Ouakicoms, Wahkaykum, Wakicums, i slične varijante. pleme se vodi kao izumelo, ači postoje još pojedninci koji sebe smatraju da su njihovog podrijetla.

## Vanjske poveznice
- Wahkiakum Indians (Wahkiaku)  Arhivirana inačica izvorne stranice od 4. ožujka 2008. (Wayback Machine)
- Hodge